# Maxime de Trailles
Le comte Maxime de Trailles est un personnage de La Comédie humaine d’Honoré de Balzac.

## Biographie
Né en 1791, issu d'une famille au blason très ancien, il est page de l'Empereur à l'âge de douze ans et devient un élégant voyou utilisé par les hommes politiques (Eugène de Rastignac, Henri de Marsay). Il accumule les maîtresses tout au long de La Comédie humaine et il les ruine en faisant des dettes (des vraies et des fausses). À son tableau de chasse, on compte des femmes du monde, Diane de Maufrigneuse, Anastasie de Restaud ou Delphine de Nucingen, et des prostituées, comme Sarah van Gobseck dite « la Belle Hollandaise », mère de « la Torpille ».
Redouté à juste titre, il fait partie du clan des Treize, il est de tous les mauvais coups, appuyant sa réputation sur un pouvoir de nuisance démesuré, il se rend indispensable en politique (Le Député d'Arcis). Mais il lui arrive de se faire rouler dans la farine au même titre que Paul de Manerville dans Le Contrat de mariage. Il fait partie des « roués » comme Rastignac, qui brillent dans les salons et mènent le monde par le bout du nez. Sa carrière politique et son brillant mariage n'entameront ni son cynisme, ni le respect que lui témoignent les meilleures maisons nobles. Assez fanfaron lorsqu'il s'agit de conquêtes féminines, il peut être habile et secret lorsqu'il est question de « coups » financiers et de stratégie politicienne. Il n'hésite pas à assassiner. Amateur de bons mots, il surnomme Félicité des Touches « l'aubergiste de la littérature » (Béatrix).
Sa vie se poursuit dans La Comédie humaine jusqu'en 1846 dans La Femme auteur où il est devenu ambassadeur après avoir obtenu le poste de ministre.

## Chronologie de Maxime de Trailles dansLa Comédie humaine
- 1814-1815 : dans César Birotteau (écrit en 1837) et Splendeurs et misères des courtisanes (paru entre 1838 et 1844). Son exploit — avoir ruiné la Belle Hollandaise, richissime et avare — lui vaut l'admiration de tous. C'est un fait qu'il ne manque jamais de rappeler dans les innombrables soirées de débauches auxquelles il participe avec des courtisanes, mais aussi devant les dames « comme il faut » pour donner des frissons.
- 1820 : dans Gobseck (paru en 1835). Il essaie d'attendrir Gobseck, l'usurier chez lequel il a cent mille francs de lettres de change à payer.
- 1820 : dans Le Père Goriot (paru en 1834). Il fait à sa maîtresse, la comtesse Anastasie de Restaud, un chantage au suicide. Il est menacé d'être emprisonné pour dettes à Sainte-Pélagie. Anastasie règle une partie de ses dettes, mais elle ne peut payer les douze mille francs qui restent. Et comme le comte de Restaud a découvert la liaison de sa femme et les dettes de son amant, il enferme la comtesse. Du coup, Maxime, qui a d'autres maîtresses, l'abandonne.
- 1822 : dans Le Cabinet des Antiques (paru en 1839). :Il fait partie des « roués » qui entraînent Victurnien d'Esgrignon dans des dépenses exorbitantes, et le poussent à faire des dettes de jeu.
- 1828 : dans L'Interdiction (écrit entre 1836 et 1839). Il fréquente assidûment le salon de la marquise d'Espard en compagnie de Rastignac et d'Henri de Marsay, qui sont de véritables modèles de la mode (vêtements, art de vivre, fredaines). Coralie souhaite que son amant, Lucien de Rubempré, les dépasse en élégance dans Illusions perdues.
- 1834 : dans Un homme d'affaires (paru en 1844). Considéré comme un « coupe-jarret politique », il est l'homme de main et l'espion d'Henri de Marsay. Il est à la fois craint et méprisé.
- 1839 : dans Le Député d'Arcis (commencé en 1839, repris par l’auteur en 1843, puis en 1847, publié après la mort de l’auteur, en 1854, grâce au concours dévoué de Charles Rabou). Son arrivée secrète à Arcis-sur-Aube fait jaser. On surveille ses allées et venues, tout en admirant son allure élégante et celle de son « tigre ». Le sous-préfet fait prendre sur lui des renseignements. On apprend qu'il est de vieille noblesse d'après les armoiries de son carrosse ; il est invité au château de Cinq-Cygne. Mais, tout roué qu'il est, il a surestimé son importance. Malgré son chantage auprès de certains ministres monarchie de Juillet refuse de satisfaire à ses exigences[pas clair]. La menace d'être enfermé à la prison de Clichy lui vaut une période de réflexion où il envisage de se ranger.
- 1841 : dans Pierrette (paru en 1840). Il épouse Cécile Beauvisage qui meurt de chagrin deux ans plus tard, victime de son mari dans Le Lys dans la vallée.
- 1842 : dans Béatrix (paru en 1839). Il mène avec succès la « double négociation » pour rendre Calyste à sa femme Sabine.
- 1845 : dans Les Comédiens sans le savoir (paru en 1846). Il est devenu député ministériel et sera fait ambassadeur dans La Femme auteur.

## Romans dans lesquels le personnage apparaît
Il apparaît aussi dans :
- Splendeurs et misères des courtisanes (paru entre 1838 et 1844).
- La Maison Nucingen (paru en 1838).
- La Peau de chagrin
- Ursule Mirouët
- Les Secrets de la princesse de Cadignan
- Les Employés ou la Femme supérieure
- Le Contrat de mariage
- La Cousine Bette
- Les Méfaits d'un procureur du roi

## Sources bibliographiques
- Pierre Abraham, Créatures chez Balzac, Paris, Gallimard, Paris, 1931.
- Arthur-Graves Canfield, « Les personnages reparaissants de La Comédie humaine », Revue d’histoire littéraire de la France, janvier-mars et avril-juin 1934 ; réédité sous le titre The Reappearing characters in Balzac’s Comédie humaine, Chapell Hill, University of North Carolina Press, 1961 ; réimpression Greenwood Press, 1977.
- Anatole Cerfberr et Jules Christophe, Répertoire de « La Comédie humaine » de Balzac, introduction de Paul Bourget, Paris, Calmann-Lévy, 1893.
- Charles Lecour, Les Personnages de la Comédie humaine, Paris, Vrin, 1967.
- Félix Longaud, Dictionnaire de Balzac, Paris, Larousse, 1969.
- Fernand Lotte, Dictionnaire biographique des personnages fictifs de « La Comédie humaine », avant-propos de Marcel Bouteron, Paris, José Corti, 1952.
- Félicien Marceau, Les Personnages de la Comédie humaine, Paris, Gallimard, 1977, 375 p.
- Félicien Marceau, Balzac et son monde, Paris, Gallimard, coll. « Tel », 1970 ; édition revue et augmentée, 1986, 684 p.  (ISBN 2070706974).
- Anne-Marie Meininger et Pierre Citron, Index des personnages fictifs de « La Comédie humaine », Paris, Bibliothèque de la Pléiade, 1981, t. XII, p. 1559-1561  (ISBN 2070108775).
- Anatole Cerfberr et Jules Christophe, Répertoire de « La Comédie humaine » de Balzac, introduction de Boris Lyon-Caen, Éditions Classiques Garnier, 2008  (ISBN 9782351840160).